# Horní Branná
Horní Branná là một làng thuộc huyện Semily, vùng Liberecký, Cộng hòa Séc.